# غويلرمو مارين رويز
غويلرمو مارين رويز (بالإسبانية: Guillermo Marín Ruiz)‏ هو مؤرخ مكسيكي، ولد في 30 أبريل 1952 في مدينة مكسيكو في المكسيك.